# 上溝
上溝（かみみぞ）は、神奈川県相模原市中央区の中央部にある町名および大字名。住居表示実施区域の上溝一丁目〜上溝七丁目および未実施の地番区域（大字）からなる。2010年（平成22年）4月1日に相模原市が政令指定都市に移行したことにより、同市中央区の一部となった。
この項では1941年（昭和16年）の合併による相模原町（現・相模原市）発足後の大字上溝および上溝一〜七丁目について述べる。合併以前の高座郡上溝町、その前身の同郡溝村および上溝村については上溝町の項を参照されたい。

## 地理
神奈川県北部、相模川左岸に形成された上・中・下3段の河岸段丘からなる相模原台地の「中段」上に位置する。元は台地の「上段」まで広がっていたが、後述のとおり1964年（昭和39年）以降順次実施された住居表示により分離したため、1984年（昭和59年）以降はほぼ中段および上段との間の段丘崖の区域のみに限定される。
段丘崖（ハケ）はしばしば崖上の上段部分も合わせて「横山」と呼ばれ、崖の大部分は雑木林に覆われている。
台地中段上を、北西に隣接する下九沢方面から鳩川が南東に流れ、鳩川と同様に段丘崖下の湧水などを集めて当区域内に源を発する姥川と道保川が鳩川および段丘崖に並行して流れる。上溝の旧市街は鳩川と姥川の間を北西－南東方向に通過する八王子往還（大山道、国道129号旧道、現県道508号）に沿って形成され、ここを中心に早くから市街地化が進んだ鳩川とJR相模線にはさまれた区域で1976年（昭和51年）に住居表示が実施されて上溝一丁目〜上溝七丁目となった。その結果、大字の西部と南部が住居表示未実施区域として残っているが、この区域でも最南部を除いて市街地化は進行している。
当区域内をJR相模線が通過し、上溝駅および番田駅の2つの駅があるが、神奈川中央交通の路線バスを介してJR横浜線、京王相模原線の橋本駅、相模原駅、淵野辺駅、小田急小田原線・小田急江ノ島線の相模大野駅の各駅に結ばれており、これらのバスの便のある北半部で1970年代以降の市街地化が進行した。西隣の田名との境界に沿って国道129号（上溝バイパス）が通過し、八王子方面や厚木・平塚方面とを結ぶ動脈となっており、これを介して中央自動車道や東名高速道路とも結ばれている。また、これと交差する県道54号および県道57号によって愛川町や町田市北部、さらに東京都内の世田谷区を経て東京都心部にまで結ばれる。
上記のように道路交通上の要衝に位置することから、上溝は幕末・明治初期以来、神奈川県北部の商業中心地の一つとして発展し、1941年（昭和16年）の相模原町発足後も同町、および1954年（昭和29年）の市制施行後は相模原市の中心商業地域の地位にあった。古くからの市街、および明治以来の商店街は八王子往還（国道129号旧道）に沿って伸びるが、1931年（昭和6年）に相模鉄道（現JR相模線）が橋本まで延伸・開業したときに市街地に近い築堤上に「相模横山駅」（本上溝駅を経て、現・上溝駅）が設けられると、同駅の下を通り八王子往還に交わる現在の県道沿いにも商店街が拡大した。なお、現在の番田駅が開業当初は（1944年の国有化まで）「上溝駅」を称して上溝町への玄関として位置づけられていたが、市街地から離れていたために駅としては発展せず現在に至る。
旧上溝町の時代には高座郡北部の中心として警察署をはじめとする行政機関が置かれ、相模原町発足後は合併直後の短期間を除いて旧上溝町役場が相模原町役場とされたが、1954年（昭和29年）の市制施行直前に町役場（現・相模原市役所）が現在地に移転したのを代表に、それら行政機関の多くが相次いで台地上段の軍都計画による区画整理が行われた新市街地に移転した。こうして行政中心としての機能を失った後も上溝旧市街は市内の商業中心地としての機能を保ち続けたが、1960年代に台地上段の新市街地に宅地化の波が押し寄せ、特に横浜線相模原駅前の相模原地区や市役所周辺の中央・富士見地区が市内の中心業務地区として成長するにつれて商業面での上溝旧市街の地位も低下した。1970年代以降は主に上溝・田名地区（現中央区西部）を商圏とする地域内の商業地として機能している。
台地上段より遅れて1970年代以降に波及した宅地化により北半部はほぼ市街地化し、現在広い面積の農地が残されているのは南部の番田駅周辺の区域である。明治から昭和初期にかけて養蚕が盛んであった時期にはほとんどの農地が桑畑として利用されていたが、第2次世界大戦後に一旦復活した養蚕が1960年代以降に衰退すると、代わって近郊農業地域として野菜の生産が盛んに行われている。周辺地域で高座豚のブランドで知られる養豚が盛んになったことを背景に上溝には明治末期に屠畜場が開設され、1960年（昭和35年）に株式会社相模原と畜場となった。1963年（昭和38年）には市内および津久井郡内の農協等の出資により株式会社北相食品が設立され、高崎ハムおよび岐阜ハムの技術指導によりハムなどの畜産加工品の生産が行われた（株式会社北相高崎ハムを経て、現・JA全農ミートフーズ神奈川工場）。ただし当区域での養豚は市街化の進展とともに衰退し、屠畜場も2001年（平成13年）に閉鎖された。
1960年代以降、国道129号（上溝バイパス）をはさんで隣接する田名地区には大規模工場を中心とする工業団地の建設が行われたが、当区域には大規模工場の進出はなく前述のJA全農ミートフーズ神奈川工場のほかに中小・零細規模の工場が散在する。

### 地価
住宅地の地価は、2023年（令和5年）1月1日の公示地価によれば、上溝3-17-2の地点で12万円/m2となっている。

## 歴史
1941年（昭和16年）4月29日に高座郡上溝町は同じ郡の座間町ほか6村と合併して高座郡相模原町となり、旧上溝町の区域は同町の大字上溝となった。当時の大字上溝（旧上溝町）は台地上段にも広がり、現在の市役所付近や淵野辺公園の区域までその領域としていた。
旧上溝町と旧相原村および旧大野村にまたがる台地上段では、合併に先立つ1930年代末から陸軍の施設を核とする「軍都計画」が立案され、その都市計画に基づいて神奈川県が主体となって区画整理事業が進められていた。1945年（昭和20年）の敗戦により事業は一時中断されたが戦後も継続され、1950年（昭和25年）に完了した。しかし「軍都」としての発展は挫折し、区画整理事業完了後も多くの区域がそのまま農地として利用されていた。その中で星が丘地区には軍都計画の下で相模陸軍造兵廠（現・在日米軍相模総合補給廠）の工員住宅として計画された住宅団地が建設され、旧陸軍機甲整備学校（在日米軍キャンプ淵野辺を経て、現淵野辺公園その他）に隣接する区域には戦後、満州からの引揚者が入植して「弥栄荘」という集落がつくられた。このほか当大字内では戦後、上溝団地や横山団地など県や市による住宅団地の建設が相次いだ。区画整理地域が「新市街」としての様相を見せ始めるのは、町役場（現市役所）などの行政機関が上溝旧市街等から移転してきた1950年代半ば以降、特に東京や横浜のベッドタウンとして宅地化の波が及んだ1960年代以降である。この際、「人口10万」を構想した「軍都相模原」の基盤として整備された街路網や水道設備等は以後急激に流入した人口を受け入れる上で有効に機能した。
市街化の進展とともに相模原市は住居表示事業に着手し、1964年（昭和39年）5月1日に最初の実施区域として市役所を中心とする当大字および隣接する大字清兵衛新田の各一部から「中央」という新町名が編成されて当大字から分離した。以後、住居表示の実施区域は順次拡大され、その都度新町名が編成されて当大字から分離していった。1974年（昭和49年）までにキャンプ淵野辺（同年に返還）などを除いた上段のほぼ全域が当大字から分離し、1984年（昭和59年）にキャンプ淵野辺跡地に住居表示が実施されて台地上段から「大字上溝」は消滅した。
この間、上溝旧市街を中心とする台地中段の変化は緩慢で、前述のように市街化の波及は台地上段に対してかなり遅れた。それでも1970年代には北半部では市街化が顕著となり、1976年（昭和51年）に八王子往還沿いの旧市街を中心とした区域で住居表示が実施されて上溝一丁目〜上溝七丁目が編成された。
以下、当大字内での住居表示の経過を掲げる。
- 1964年（昭和39年）5月1日 - 中央三〜六丁目（一丁目・二丁目は大字清兵衛新田から）
- 1965年（昭和40年）7月1日 - 富士見一・四〜六丁目、相生三・四丁目（富士見二・三丁目は大字矢部新田から、相生一・二丁目は大字淵野辺から）
- 1968年（昭和43年）7月1日 - 横山一〜六丁目、星が丘一〜四丁目、千代田一〜七丁目、弥栄一・二丁目
- 1970年（昭和45年）7月1日 - 並木一〜四丁目、光が丘一〜三丁目
- 1971年（昭和46年）7月1日 - 青葉一・二丁目
- 1974年（昭和49年）7月1日 - 陽光台一〜六丁目（一・四・五丁目は大部分）、緑が丘一・二丁目（一部は大字下溝から1979年7月1日に編入）
- 1975年（昭和50年）7月1日 - 陽光台一・四・五丁目（各丁目の一部）
- 1976年（昭和51年）7月1日 - 上溝一〜七丁目、横山台二丁目（一部。二丁目の一部および一丁目は大字下九沢から）
- 1979年（昭和54年）7月1日 - 陽光台六丁目（一部）・七丁目（一部は大字下溝から）、松が丘一丁目（二丁目は大字当麻から）
- 1984年（昭和59年）7月1日 - 弥栄三丁目（キャンプ淵野辺跡地の一部）

これらのうち、上溝一〜七丁目以外はすべて台地上段の町名である。

## 世帯数と人口
2020年（令和2年）10月1日現在（国勢調査）の世帯数と人口（総務省調べ）は以下の通りである。
| 大字・丁目 | 世帯数     | 人口     |
| ---------- | ---------- | -------- |
| 上溝       | 9,569世帯  | 23,366人 |
| 上溝一丁目 | 379世帯    | 1,037人  |
| 上溝二丁目 | 250世帯    | 616人    |
| 上溝三丁目 | 621世帯    | 1,442人  |
| 上溝四丁目 | 655世帯    | 1,537人  |
| 上溝五丁目 | 442世帯    | 1,024人  |
| 上溝六丁目 | 614世帯    | 1,511人  |
| 上溝七丁目 | 984世帯    | 2,135人  |
| 計         | 13,514世帯 | 32,668人 |

### 人口の変遷
国勢調査による人口の推移。
| 年                 | 人口   |
| ------------------ | ------ |
| 1995年（平成7年）  | 27,892 |
| 2000年（平成12年） | 30,036 |
| 2005年（平成17年） | 31,163 |
| 2010年（平成22年） | 32,704 |
| 2015年（平成27年） | 33,026 |
| 2020年（令和2年）  | 32,668 |

### 世帯数の変遷
国勢調査による世帯数の推移。
| 年                 | 世帯数 |
| ------------------ | ------ |
| 1995年（平成7年）  | 8,863  |
| 2000年（平成12年） | 10,155 |
| 2005年（平成17年） | 11,083 |
| 2010年（平成22年） | 12,132 |
| 2015年（平成27年） | 12,707 |
| 2020年（令和2年）  | 13,514 |

## 学区
市立小・中学校に通う場合、学区は以下の通りとなる（2018年2月時点）
| 大字・丁目 | 番・番地 | 小学校                 | 中学校                 |
| ---------- | --- | ---------------------- | ---------------------- |
| 上溝       | 5783～5799 | 相模原市立陽光台小学校 | 相模原市立緑が丘中学校 |
| 上溝       | 5424～5439、5443 | 相模原市立陽光台小学校 | 相模原市立上溝中学校   |
| 上溝       | 3904～3919、3957～4660 | 相模原市立作の口小学校 | 相模原市立上溝中学校   |
| 上溝       | 1674の3・5、1675（枝番無し）、1675の3〜4 1748～1749の9、1760～1770、1773～1875 1879～1883、1922の2～4、3080～3190 5415～5423、5454 | 相模原市立上溝小学校   | 相模原市立上溝中学校   |
| 上溝       | 1876～1878、1884、1886～1895 1906の3・6・1907～1922の1、1963～1966 1967の3、2012～2020、2043～2045 2110～2157、2165～2240、2246の2・3 2246の5～11、2259～2281、2287～2369 2417～2420、2421の2～12、2422 2426～2433、2544～2593 | 相模原市立上溝小学校   | 相模原市立上溝南中学校 |
| 上溝       | 31～44、52、56、14の1、114の3、115の1 116の1、119～134の1、134の6、135の1・3 137、185の1、186の1、187～190の1、191の1 192～245の1、245の3、246の1、247の1 248の1・3～6、249～270、273の1・6、274の1 275の1、277の1、278の2、297～1674の2 1674の4・6、1675の1〜2・5・7〜8・10～12 1675の14〜15、1676～1747、1750～1759 1771、1772の1、1923～1962、2027～2042 2046〜2047、2086～2088、2158～2164 2241～2246の1、2247～2258、2282～2286 5909 | 相模原市立上溝南小学校 | 相模原市立上溝南中学校 |
| 上溝       | 2370～2416、2421の1・13～17、2436 2438～2543、2594～2613、2621 2651〜2652、3754～3782・3804～3903 3920～3956 | 相模原市立新宿小学校   | 相模原市立上溝南中学校 |
| 上溝       | 1～29、45～51、53～55、57～113、114の2 115の2、116の2～118、134の2、135の2 136、138～184、185の2、186の2、190の2 191の2、245の2、246の2～6、247の2 248の2、271〜272、273の2、274の2 275の2、276、277の2・3、278の1、279～296 | 相模原市立夢の丘小学校 | 相模原市立上溝南中学校 |
| 上溝一丁目 | 4番1～11号 5番1～17号・27～35号 6番1～12号・25～31号 7～12番、16番 | 相模原市立上溝小学校   | 相模原市立上溝中学校   |
| 上溝一丁目 | その他 | 相模原市立作の口小学校 | 相模原市立上溝中学校   |
| 上溝二丁目 | 1番〜3番 5号 | 相模原市立作の口小学校 | 相模原市立上溝中学校   |
| 上溝二丁目 | その他 | 相模原市立上溝小学校   | 相模原市立上溝中学校   |
| 上溝三丁目 | 全域 | 相模原市立上溝小学校   | 相模原市立上溝中学校   |
| 上溝四丁目 | 全域 | 相模原市立上溝小学校   | 相模原市立上溝中学校   |
| 上溝五丁目 | 全域 | 相模原市立上溝小学校   | 相模原市立上溝中学校   |
| 上溝六丁目 | 1番～9番10号 9番18号～50号 19番1号・14～19号 20番1〜2号・22～29号 | 相模原市立上溝小学校   | 相模原市立上溝中学校   |
| 上溝六丁目 | 18番1～27号・33～45号 19番2～13号 20番3～21号 21番～25番 | 相模原市立上溝小学校   | 相模原市立上溝南中学校 |
| 上溝六丁目 | その他 | 相模原市立新宿小学校   | 相模原市立上溝南中学校 |
| 上溝七丁目 | 3番9～16号・19〜20号 4〜6番、28～40番 | 相模原市立上溝小学校   | 相模原市立上溝南中学校 |
| 上溝七丁目 | その他 | 相模原市立上溝小学校   | 相模原市立上溝中学校   |

- 以下の番地は指定変更許可区域。
  - 上溝297～1674の2、1674の4、1675の1・2、1675の5・7〜8・14〜15、1676～1747、1923～1962、2165～2240、2246の2〜3・5～11、2287～2369、 2417～2420、 5424～5439、5443

## 事業所
2021年（令和3年）現在の経済センサス調査による事業所数と従業員数は以下の通りである。
| 大字・丁目 | 事業所数  | 従業員数 |
| ---------- | --------- | -------- |
| 上溝       | 520事業所 | 5,108人  |
| 上溝一丁目 | 15事業所  | 132人    |
| 上溝二丁目 | 24事業所  | 170人    |
| 上溝三丁目 | 37事業所  | 200人    |
| 上溝四丁目 | 44事業所  | 277人    |
| 上溝五丁目 | 74事業所  | 630人    |
| 上溝六丁目 | 68事業所  | 535人    |
| 上溝七丁目 | 92事業所  | 681人    |
| 計         | 874事業所 | 7,733人  |

### 事業者数の変遷
経済センサスによる事業所数の推移。
| 年                 | 事業者数 |
| ------------------ | -------- |
| 2016年（平成28年） | 914      |
| 2021年（令和3年）  | 874      |

### 従業員数の変遷
経済センサスによる従業員数の推移。
| 年                 | 従業員数 |
| ------------------ | -------- |
| 2016年（平成28年） | 7,662    |
| 2021年（令和3年）  | 7,733    |

## 交通

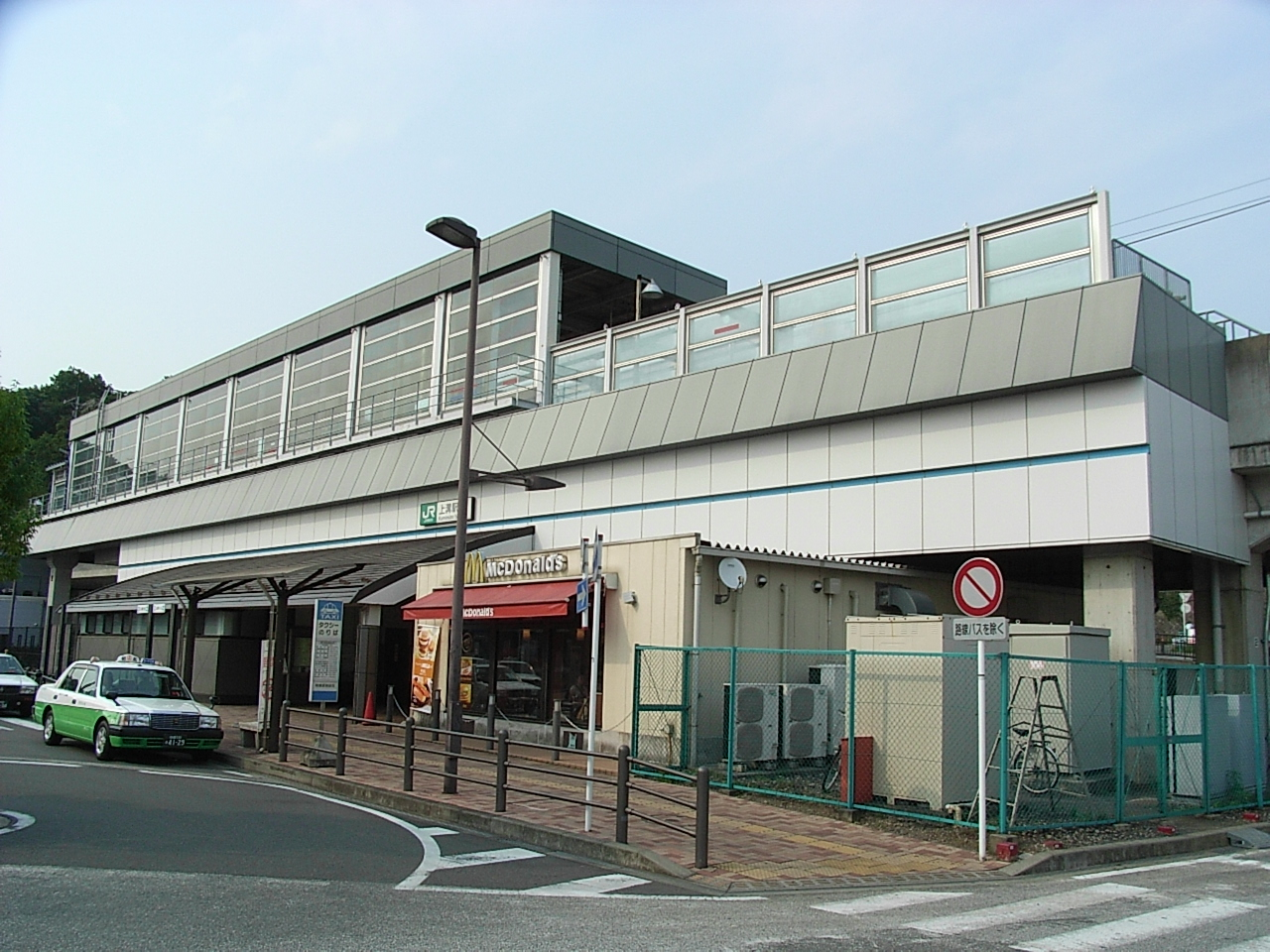
上溝駅

### 鉄道
- 東日本旅客鉄道（JR東日本）相模線
  - 番田駅
  - 上溝駅

(今後小田急多摩線が唐木田駅から先、相模原駅を経由して上溝駅まで延伸する構想がある。)

### 道路
- 国道129号（上溝バイパス）
- 神奈川県道46号相模原茅ヶ崎線
- 神奈川県道54号相模原愛川線
- 神奈川県道57号相模原大蔵町線
- 神奈川県道508号厚木城山線（旧八王子往還・大山道、国道129号旧道）

## 施設
行政
- 中央区役所上溝まちづくりセンター（旧相模原市役所上溝出張所、旧上溝町役場）
- 相模原消防署上溝分署

教育
- 小学校
  - 相模原市立上溝小学校
  - 相模原市立上溝南小学校
- 中学校
  - 相模原市立上溝南中学校

※相模原市立上溝中学校は中央区横山に所在。
- 高等学校
  - 神奈川県立上溝高等学校
  - 神奈川県立上溝南高等学校

商業・銀行
- ダイエー上溝店
- スーパー三和上溝店
- スーパー三和番田店
- 横浜銀行上溝支店
- きらぼし銀行上溝支店

農業協同組合
- 相模原市農業協同組合上溝支店

工場
- JA全農ミートフーズ株式会社 神奈川工場
- 日本精米精油

寺院・神社
- 宝光寺
- 安楽寺
- 亀ヶ池八幡宮
- 諏訪神社

## その他

### 日本郵便
- 郵便番号 : 252-0243[3]（集配局 : 相模原郵便局[17]）。